# Stonek

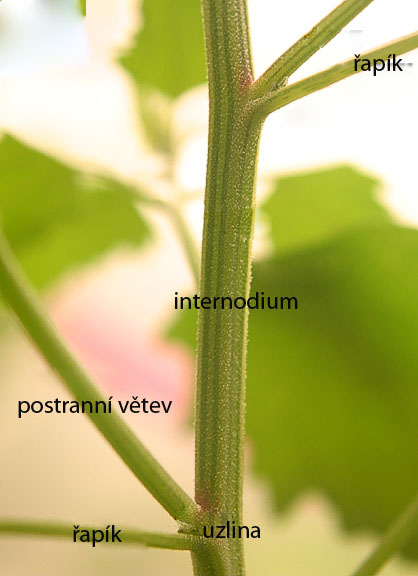
Schéma stonku. Internodium je úsek stonku mezi dvěma uzlinami.
Z uzlin vyrůstají řapíky listů a postranní větve

Stonek je vegetativní orgán cévnatých rostlin a společně s kořeny a listy představuje hlavní stavební jednotku rostlinného těla. Charakter stonku a způsob jeho větvení určuje růstovou formu rostliny, tedy jedná-li se o strom, keř, bylinu, liánu a podobně. Stonek nese nad zemí listy a reprodukční orgány (květy a plody), pod zemí kořeny. Mimo to může plnit i řadu různých dalších funkcí. U většiny jednoděložných rostlin je stonek bylinný, u jehličnanů a většiny dvouděložných je druhotně tloustnoucí a více či méně dřevnatý.

## Funkce
Stonek je základním orgánem velké většiny cévnatých rostlin. Jako takový má i některé zásadní funkce. Nese orgány fotosyntézy (listy) a orgány pohlavního rozmnožování (květy, plody). Stonek dále rozvádí roztoky minerálních látek z kořenů do listů a organické asimiláty z listů do růstových pletiv. Neméně důležitá je i skutečnost, že umožňuje růst rostliny, na něm se opět podílejí dělivá pletiva, umístěná ve vzrostném vrcholu. Stonek také pomáhá orientovat listy ke světlu a vyzdvihuje květy nad ostatní rostlinné části.
Někdy mají stonky i další, méně významné funkce. Mladé stonky s chlorenchymem pod pokožkou mají například funkci asimilační. Některé modifikace stonku mají zásobní funkci.

## Typy stonku
Podle tvaru
Dužnaté stonky
- Lodyha (caulis), bylinný stonek, který nese listy,
- Stvol, stonek, který nenese listy
- Stéblo (culmus), dutý stonek trav s kolénky
- Lodyžka, „stonek“ některých mechorostů

Dřevnaté stonky. Dochází k dřevnatění původně dužnatého stonku. Například kmen, hlavní stonek stromů.
- keř (šípek)
- strom (javor)
- polokeř (levandule)
- keřík (borůvka)

Podle polohy
- přímý
- poléhavý
- plazivý
- vystoupavý
- ovíjivý
- popínavý

## Metamorfózy stonku

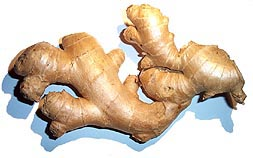
Oddenek, častá modifikace stonku

Podle specializovaných funkcí se často mění tvar a uspořádání stonku. Existují různé metamorfózy:
- oddenek: podzemní ztlustlý stonek, např. přeslička
- šlahoun: nadzemní výběžky např.: jahodník
- oddenková hlíza: podzemní část stonku ztloustne, má funkci zásobní, např. brambor
- stonková hlíza: ztlustlá nadzemní část stonku, např. kedluben
- úponky: k zachytávání se na podkladě, popínavé rostliny, např. réva vinná
- stonkové trny – kolce: ochrana před býložravci, např. trnka
- zdužnatělé stonky: zásobárna vody, např. u kaktusů
- rozšiřování stonku do plochy: souvisí s asimilační funkcí, mívá podobu listů (listnatec)
- brachyblast: např.: modřín (to je modifikace, nemění se funkce)

## Růst a výška stonku
Růst stonku se uskutečňuje dělením buněk na vegetačním vrcholu a dále zvětšováním buněk v internodiích. Tloustnutí stonku se děje buď zvětšováním buněk, nebo vytvářením druhotných pletiv, produkovaných kambiem.
Výška stonku je velmi různorodá. Některé druhy vůbec stonek v pravém smyslu nevytváří (např. okřehek). Naopak, nejvyšší stonek má liána rotan rákosovitý (Calamus rotang), a to 200–300 metrů.

## Morfologie stonku

### Větvení
Způsob větvení stonku má velký vliv na celkový vzhled (habitus) rostliny. Vývojově nejstarším typem větvení stonku je vidličnaté (dichotomické) větvení, při němž se růstový vrchol rozděluje na dvě shodné poloviny. Je charakteristické pro nižší a výtrusné rostliny, vyskytuje se však i u některých vývojově pokročilejších skupin rostlin (palmy, kaktusy aj.). Pro stonky většiny dnešních rostlin je charakteristické větvení postranní, při němž nová větévka vyrůstá z pupenu v paždí listu. Pokud hlavní stonek pokračuje v růstu, jedná se o monopodiální větvení. V případě sympodiálního větvení přebírá růst postranní větévka.

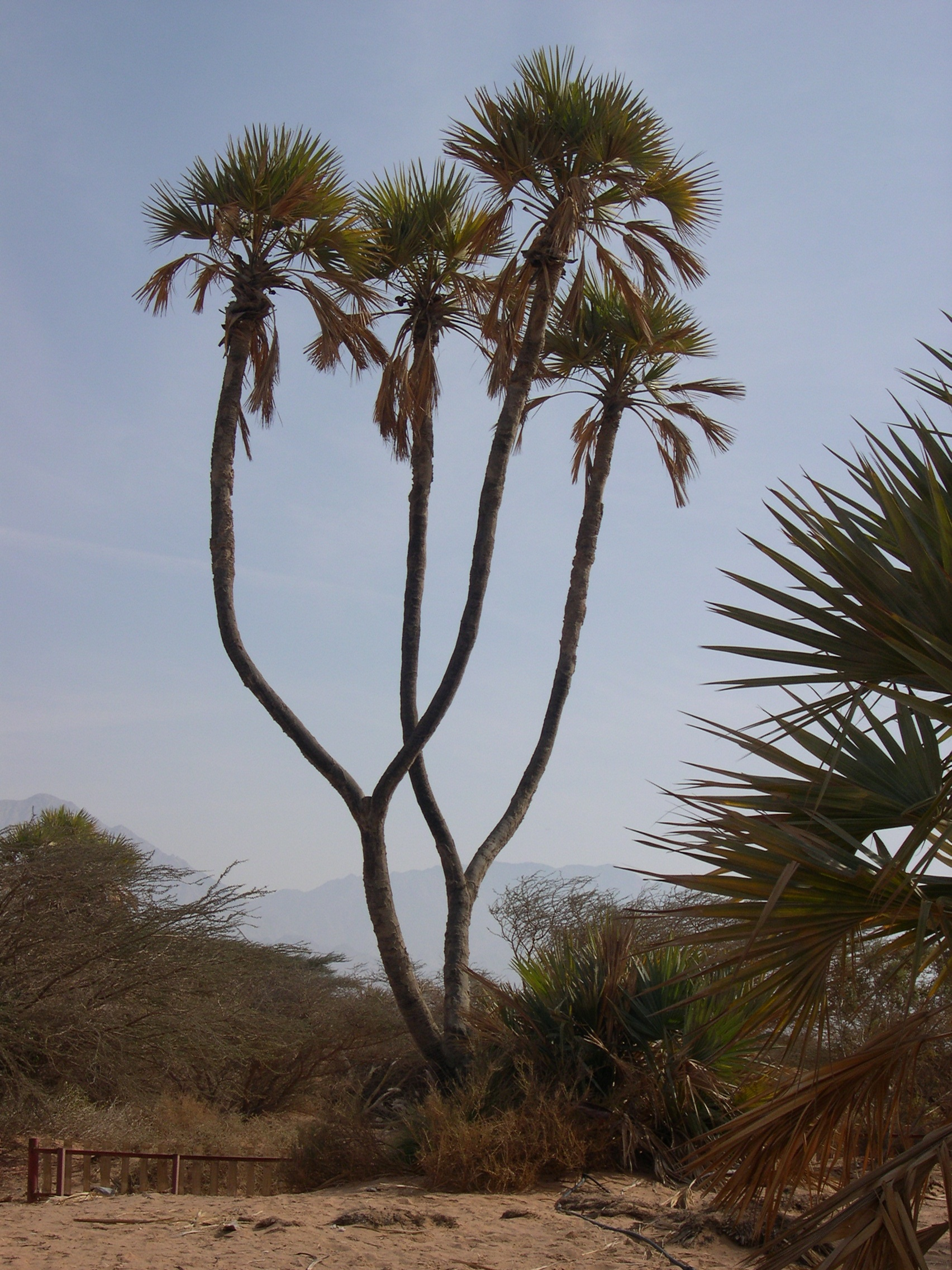
Vidličnatě větvený kmen palmy dumy thébské
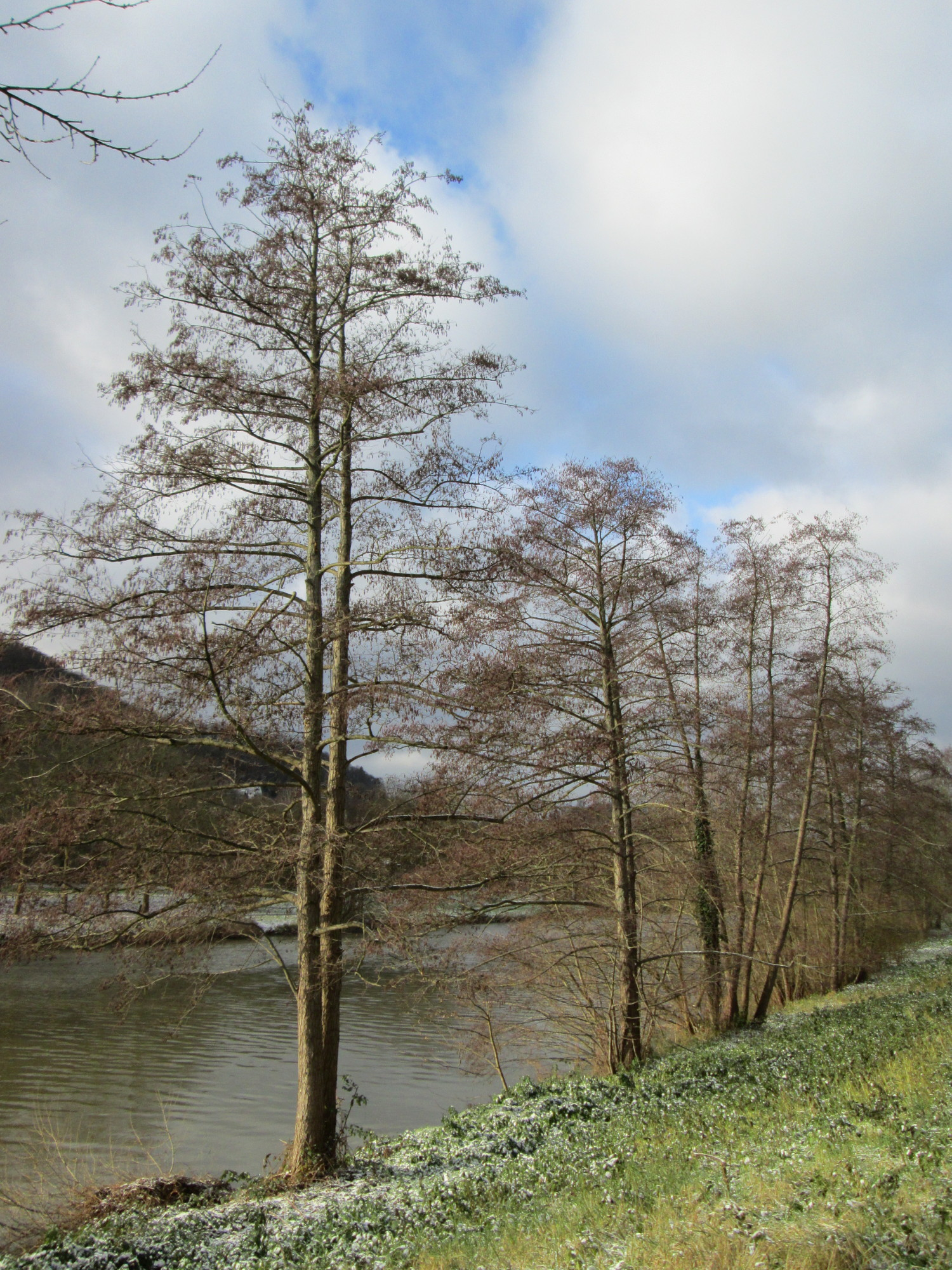
Monopodiální kmen olše lepkavé
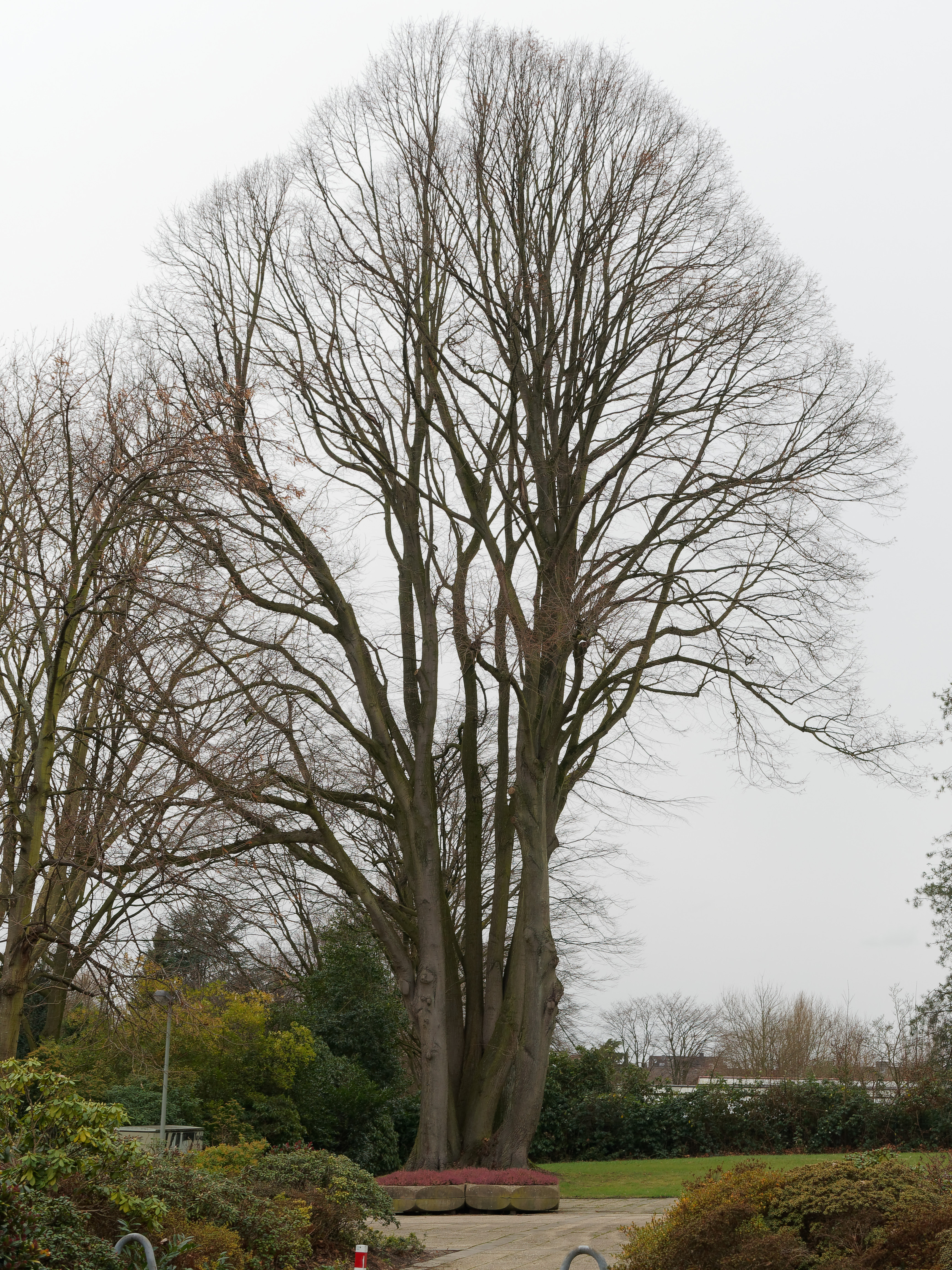
Monochaziálně větvená lípa
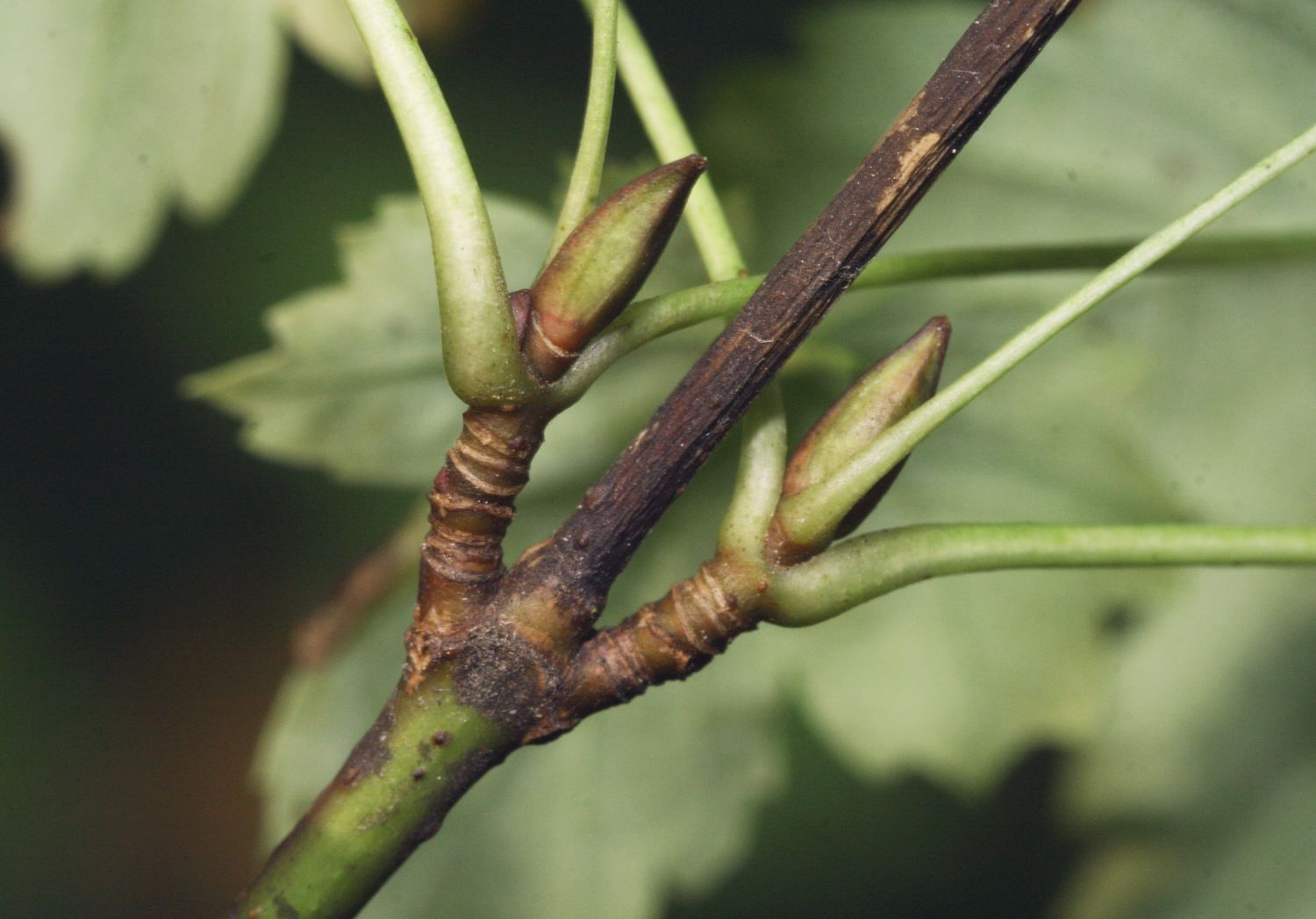
Dichaziální větvení kaliny

### Redukce stonku
Některé rostliny mají vlivem specializované životní formy stonek velmi redukovaný. To je případ některých vodních rostlin vzplývajících na hladině (okřehek, babelka, drobnička), stejně jako některých plně parazitických rostlin (raflézie, saprie aj.).
U některých epifytických orchidejí (např. Polyradicion lindenii, Campylocentrum pachyrrhizum, Harrisella porrecta) je stonek redukovaný na nepatrnou část nutnou k vývoji květních orgánů, zatímco hlavní část rostlinného těla tvoří zelené, asimilující, dužnaté kořeny.
Extrémním případem redukce stonku i ostatních vegetativních částí je čilské jmelí Tristerix aphyllus, rostoucí na některých druzích sloupcovitých kaktusů. Rostlina část života žije pouze uvnitř hostitele a v této fázi nemá ani listy, ani kořeny nebo stonek. Její tělo je tvořeno pouze tenkými parenchymatickými vlákny bez cévních svazků, proplétajícími se mezi buňkami hostitelské rostliny. V určité fázi života vlákna prorostou blízko k povrchu, kde vytvoří pevnou uzlinu, z níž skrz tuhou pokožku hostitele proráží z adventivního pupene výhon květenství.

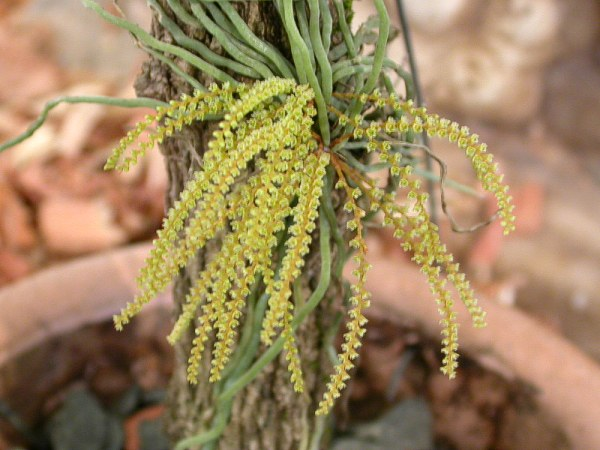
Epifytická orchidej Campylocentrum burchellii
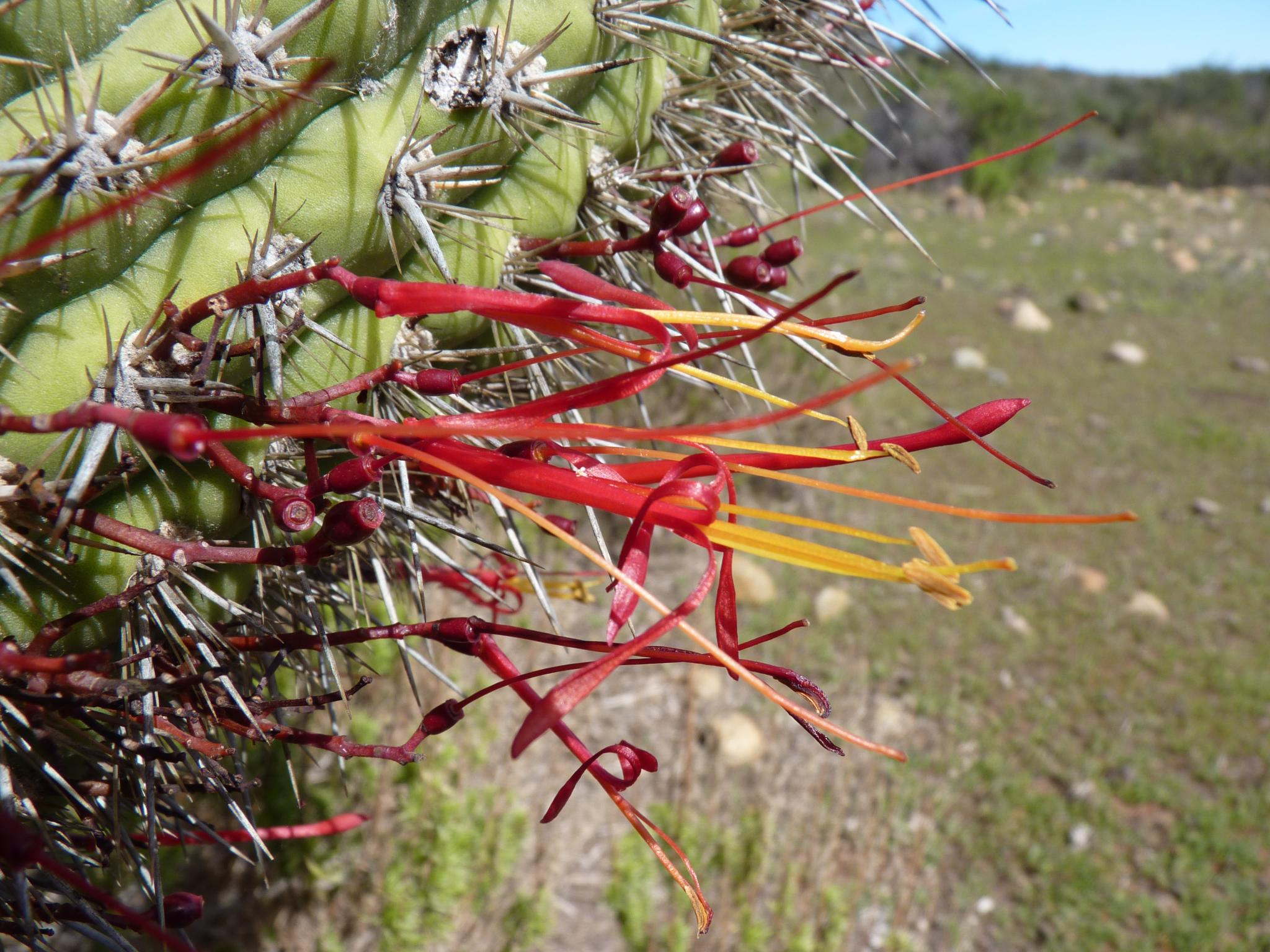
Květy Tristerix aphyllus na kaktusu
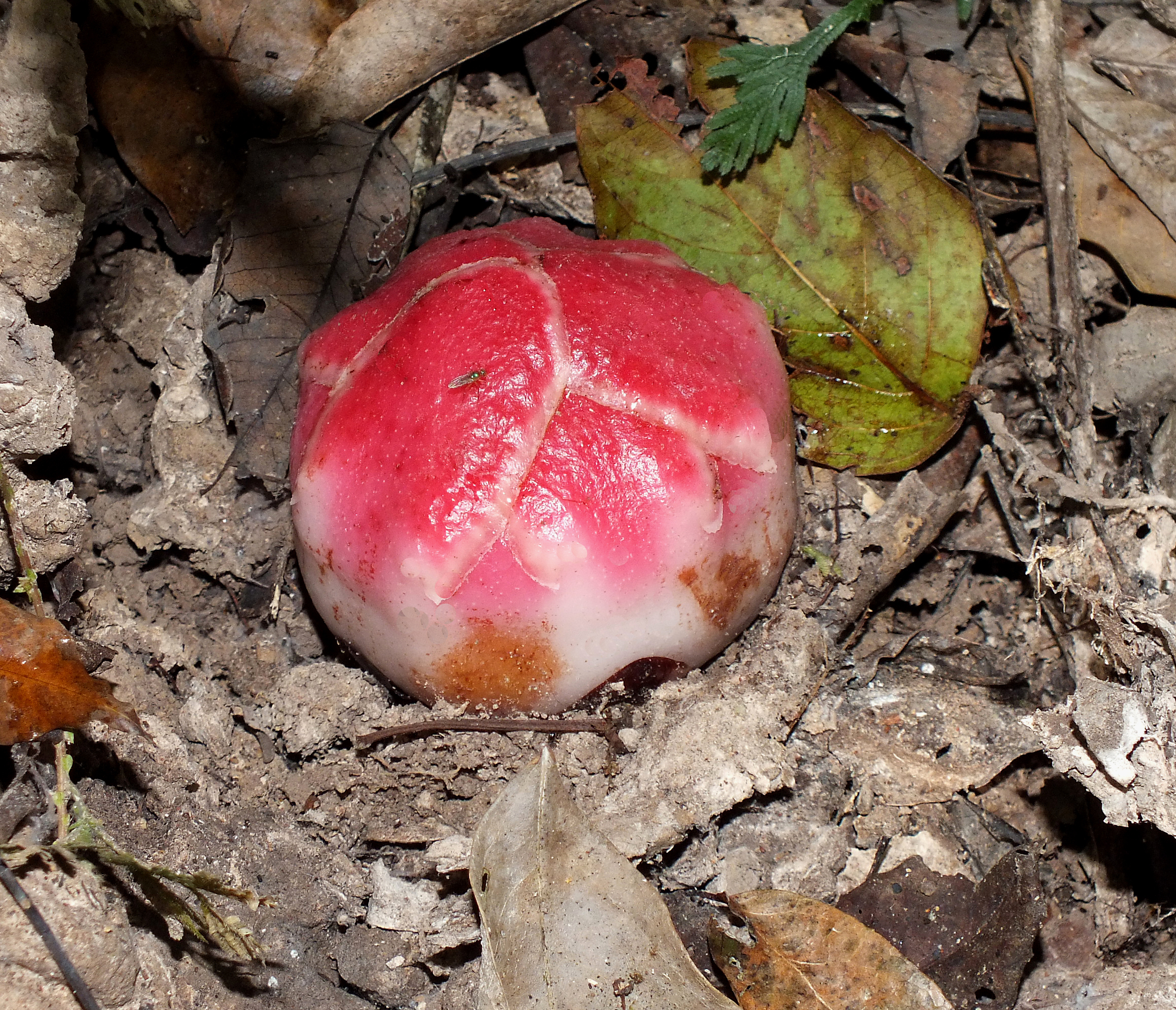
Poupě saprie Sapria himalayana, vyrůstající přímo z kořene hostitelské rostliny

## Anatomie stonku

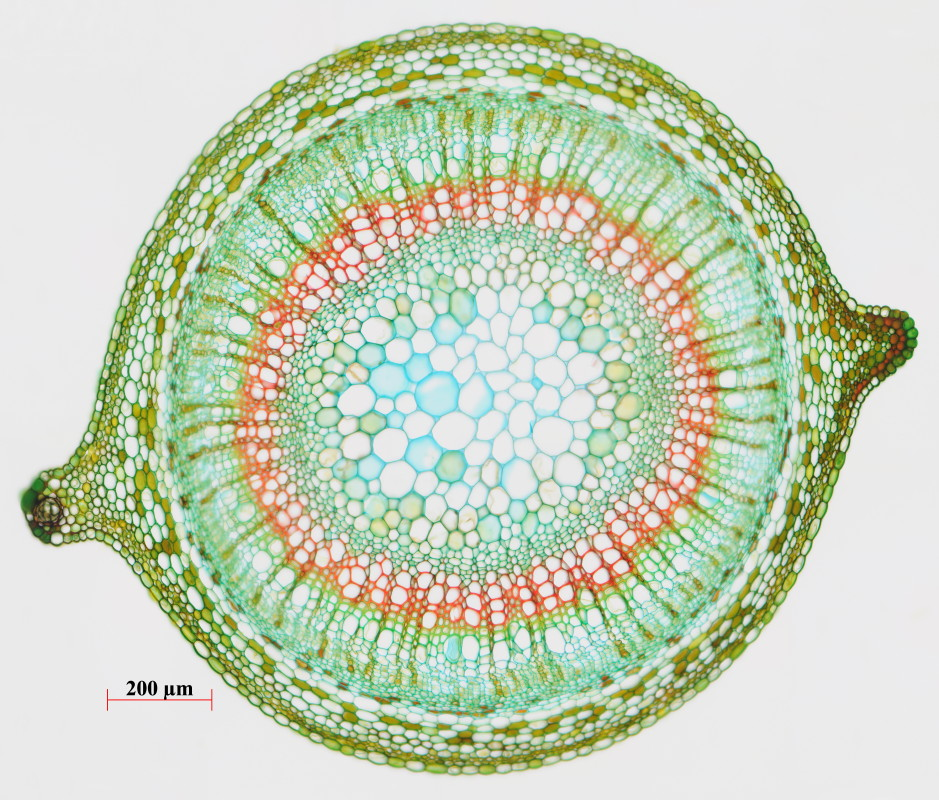
Řez druhotně tloustnoucím stonkem třezalky tečkované

Primární, druhotně neztloustlý stonek rostlin je tvořen třemi základními pletivy: pokožkou, základním pletivem středního válce a vodivými pletivy. Hlavní hmotu stonku tvoří parenchym, v němž jsou uložena vodivá pletiva. U primárně rostoucích, bylinných stonků se všechna pletiva zakládají prostřednictvím vrcholového meristému. Při druhotném tloustnutí se z druhotného dělivého pletiva zakládá dřevní hmota (xylém) a lýko (floém).

### Pokožka a primární kůra
Povrch bylinného stonku tvoří jednovrstevná pokožka (epidermis) krytá voskovou kutikulou, která zamezuje odparu vody a chrání pokožku před patogeny. Pokožka často nese průduchy a chlupy různých typů. U ponořeně rostoucích vodních rostlin většinou kutikula i průduchy chybějí, zatímco pouštní rostliny mívají pokožku ztloustlou, tvořenou několika vrstvami buněk a krytou tlustou kutikulou, někdy i průhlednou korkovou vrstvou (například některé kaktusy a pryšce). Pod pokožkou je primární kůra (cortex). U některých rostlin je tato kůra tvořena v podstatě jen parenchymem, u jiných má složitou stavbu, na níž se podílejí i různé specializované buňky produkující latex, pryskyřici či sliz, případně krystaly šťavelanu vápenatého nebo křemičitá tělíska. Buňky primární kůry často obsahují chloroplasty a podílejí se na fotosyntéze.

### Růstový vrchol
Na vrcholu stonku se nachází vrcholový pupen s dělivým pletivem (meristémem), jehož prostřednictvím se stonek prodlužuje a v němž se tvoří základy budoucích listů (listová primordia). U krytosemenných je růstový vrchol krytý tunikou tvořenou jednou nebo několika vrstvami buněk a obklopující jádro vrcholu, tvořené méně pravidelně orientovanými buňkami. U nahosemenných není tunika jasně diferencovaná. Listy se zakládají z okrajů růstového vrcholu dělením buněk tuniky a jádra růstového vrcholu. V paždí listů se tvoří úžlabní pupeny, z nichž vyrůstají buď postranní větévky, anebo květy či květenství.

### Střední válec a vodivá pletiva
Hlavní hmotu primárního stonku tvoří střední válec (stélé). Je tvořen převážně parenchymem, v němž jsou uloženy cévní svazky. U řady dvouděložných a řidčeji i u jednoděložných bývá vnitřní válec vyplněný dření obklopenou cévními svazky. V pletivu jsou často sklerenchymatická vlákna. Parenchym středního válce může dřevnatět.
Vodivá pletiva stonku lze rozdělit na ta, která vedou vodu a minerální živiny od kořenů k listům (xylém) a ta, která vedou asimiláty od listů na místo spotřeby spolu s minerálními látkami a také rostlinnými hormony (floém). Trubice xylému jsou tvořené odumřelými, tlustostěnnými buňkami (vodivý sklerenchym), zatímco floém drobnějšími, živými buňkami. U druhotně tloustnoucích stonků se mezi oběma typy vodivých pletiv v cévních svazcích nachází jednovrstevná vrstva dělivých meristematických buněk, kambium.
Uspořádání cévních svazků je pro různé skupiny rostlin charakteristické. V primárních stoncích dvouděložných jsou zpravidla uspořádány do kruhu okolo vnitřní dřeně, zatímco u jednoděložných bývají roztroušené v pletivech středního válce.

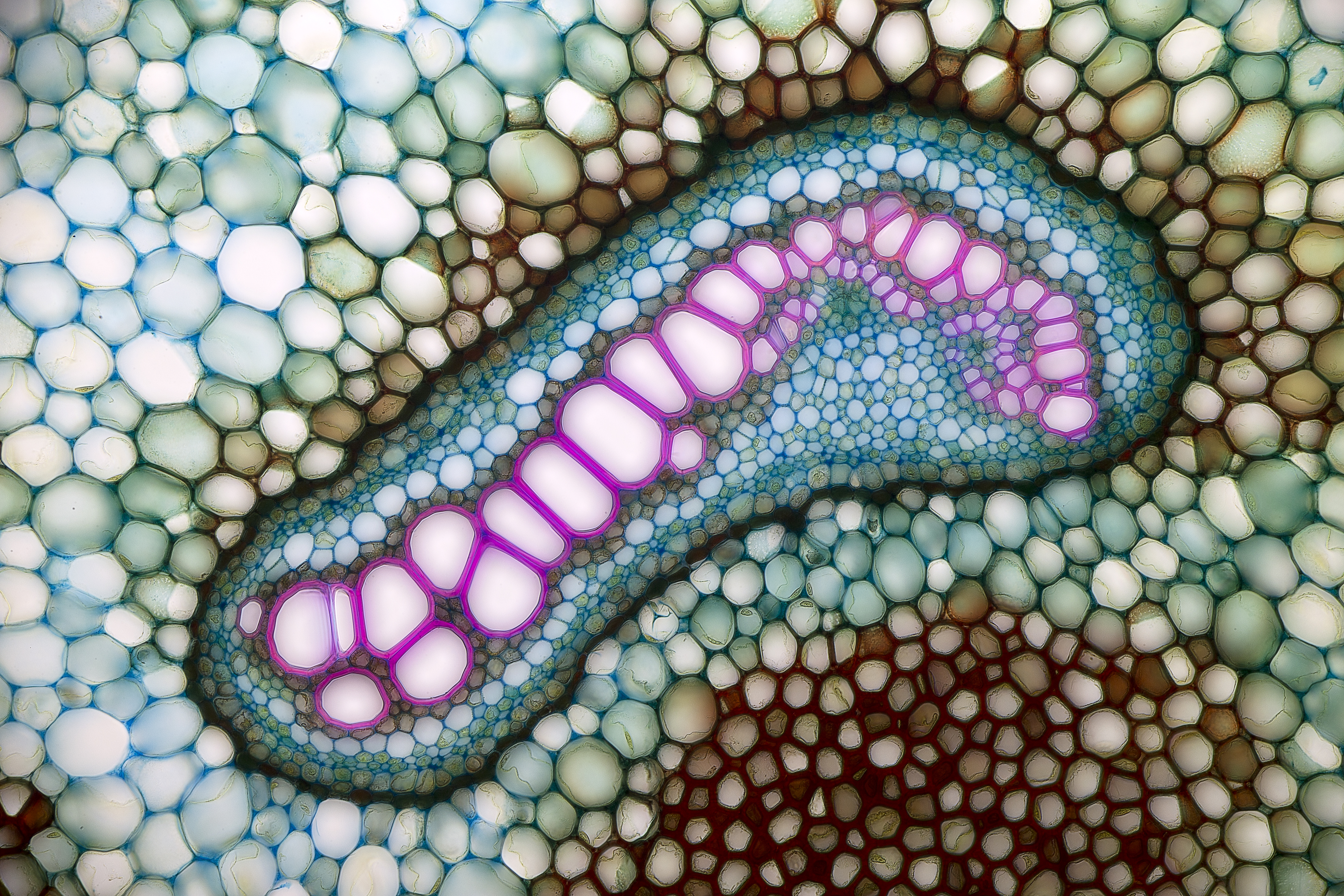
Cévní svazek kapradiny Pteridium pinetorum
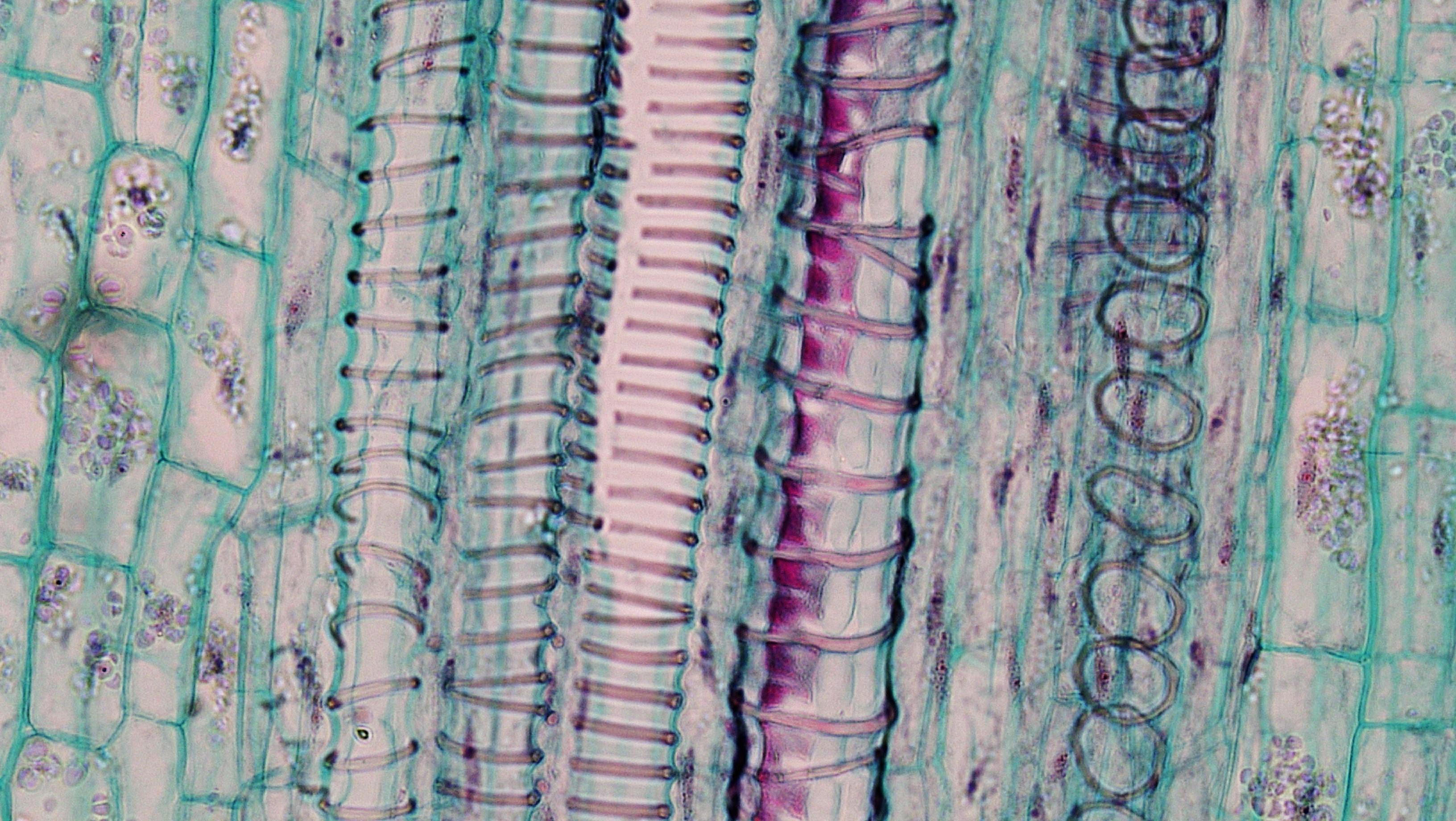
Cévy xylému ve stonku tykve, podélný řez
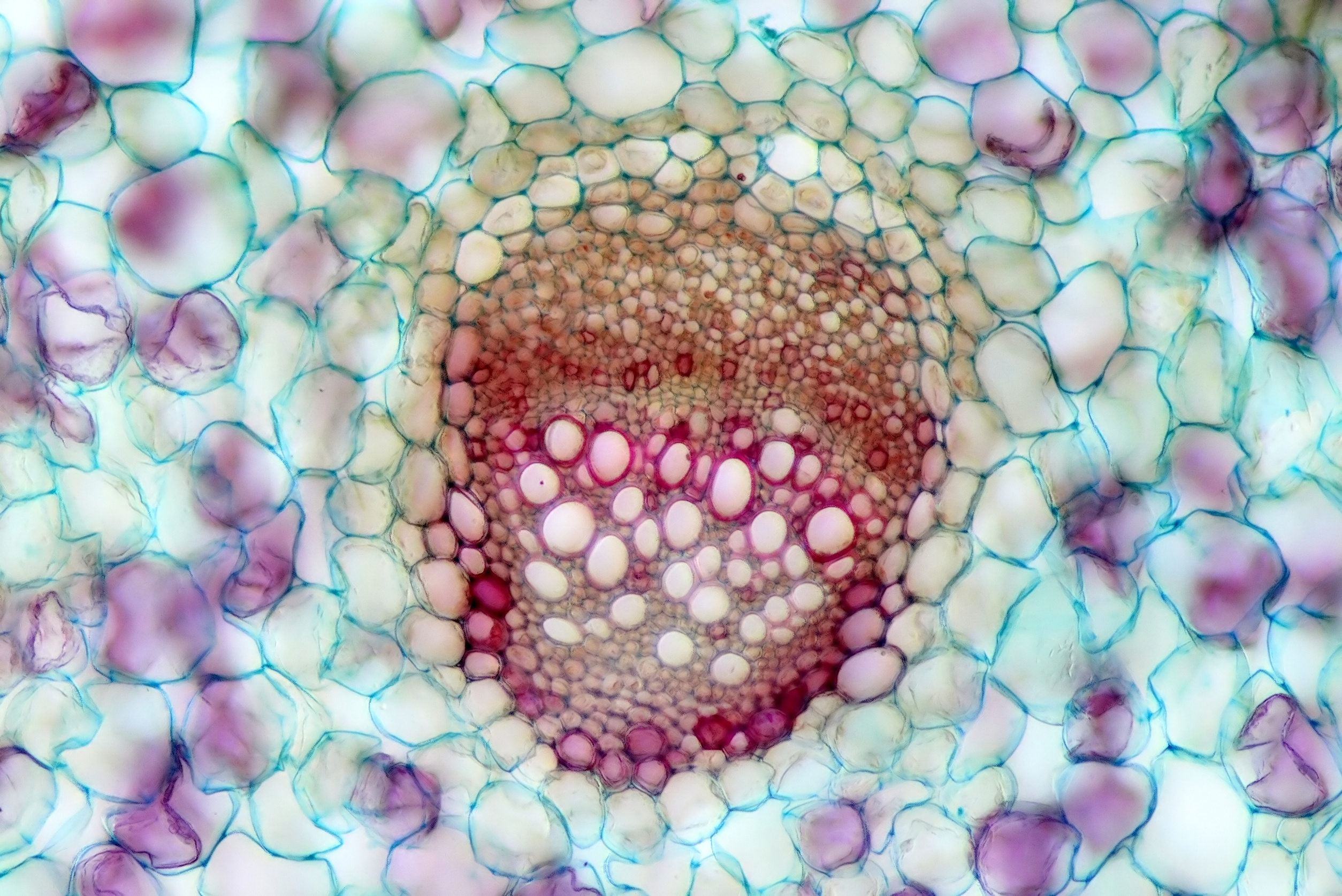
Cévní svazek šťovíku
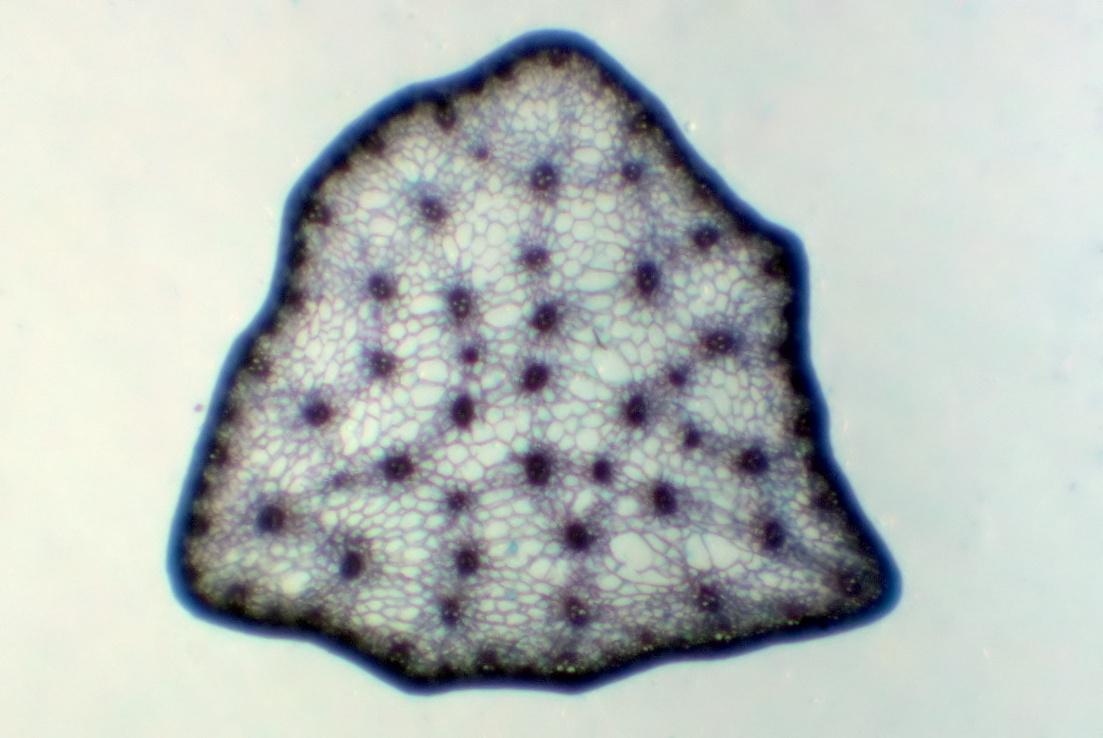
Roztroušené cévní svazky ve stonku šáchoru Cyperus alternifolius

### Druhotné tloustnutí
U všech nahosemenných a u většiny dvouděložných rostlin dochází k druhotnému tloustnutí stonku. Při něm se z vrstvy druhotného meristému, zvaného kambium, zakládají směrem dovnitř stonku vrstvy druhotného xylému, formujícího dřevní hmotu, a směrem vně vrstvy druhotného floému, tvořícího lýko. U dřevin je činnost kambia nejintenzivnější a probíhá po celý život rostliny, zatímco u bylin je dočasná a vytváří jen omezené množství dřevní hmoty. Dřevnatějící stonky jsou kryté druhotnými krycími pletivy, která se vytvářejí dělením buněk felogénu. Jsou tvořena korkovým pletivem, které později vlivem ukládání vrstviček suberinu odumírá a vytváří borku. U jednoděložných rostlin je druhotné tloustnutí výjimečné (juka, dračinec, dračinka) a odlišného charakteru než u dvouděložných a jehličnanů. U palem a pandánů dochází k formování dřevnatého kmene bez účasti sekundárního meristému.

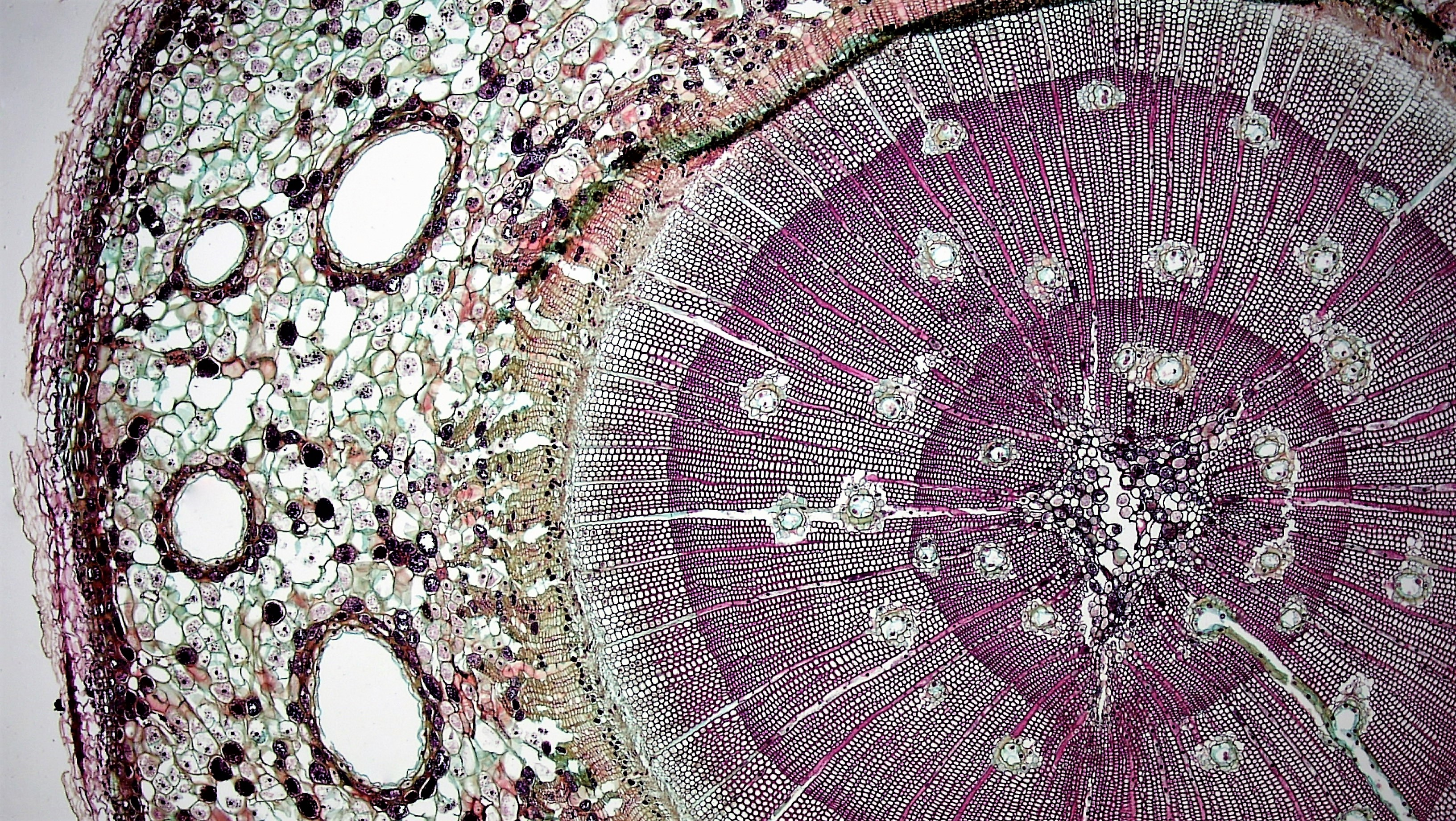
Řez kmínkem tříletého semenáče borovice
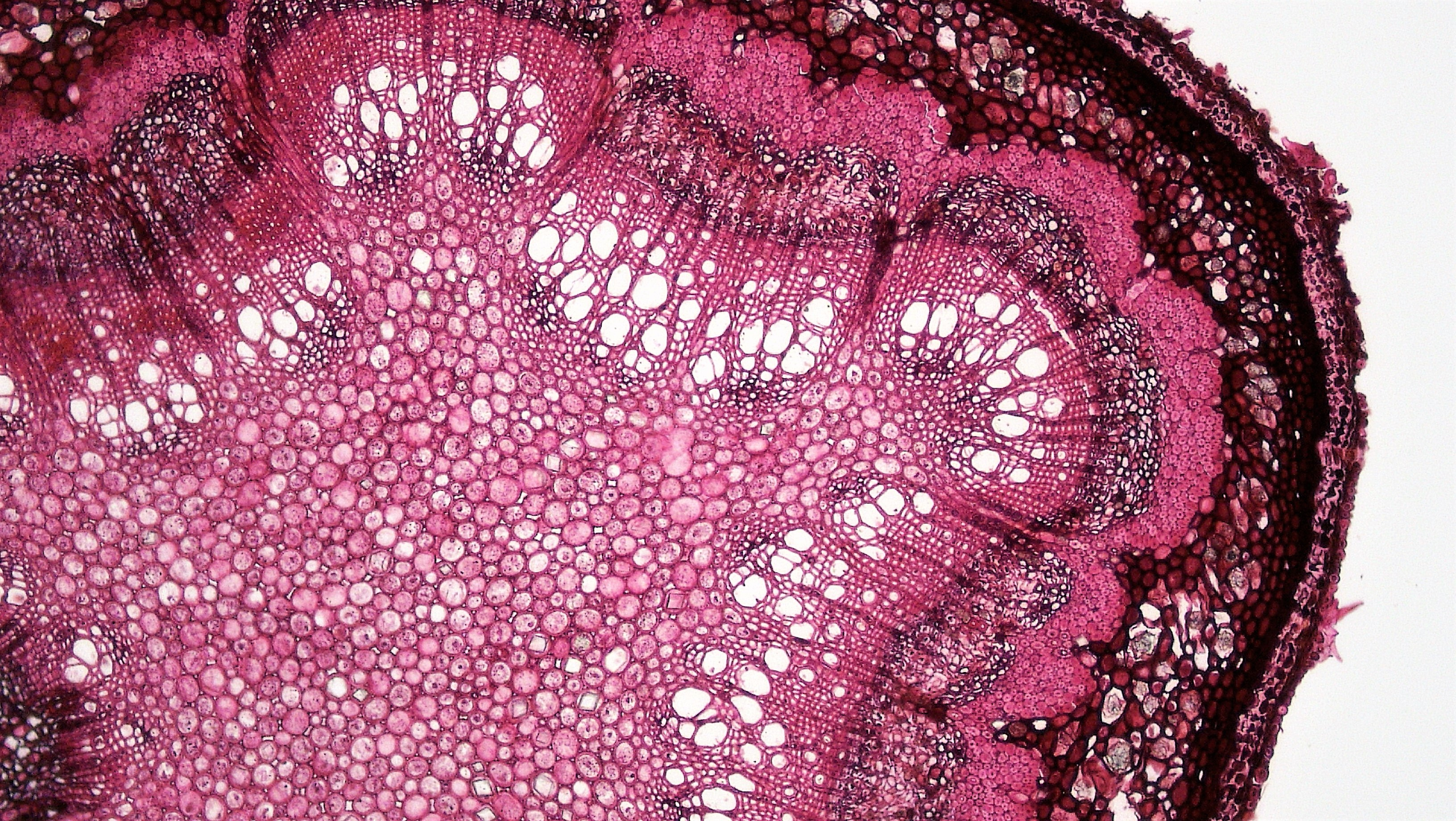
Řez jednoletým stonkem dubu
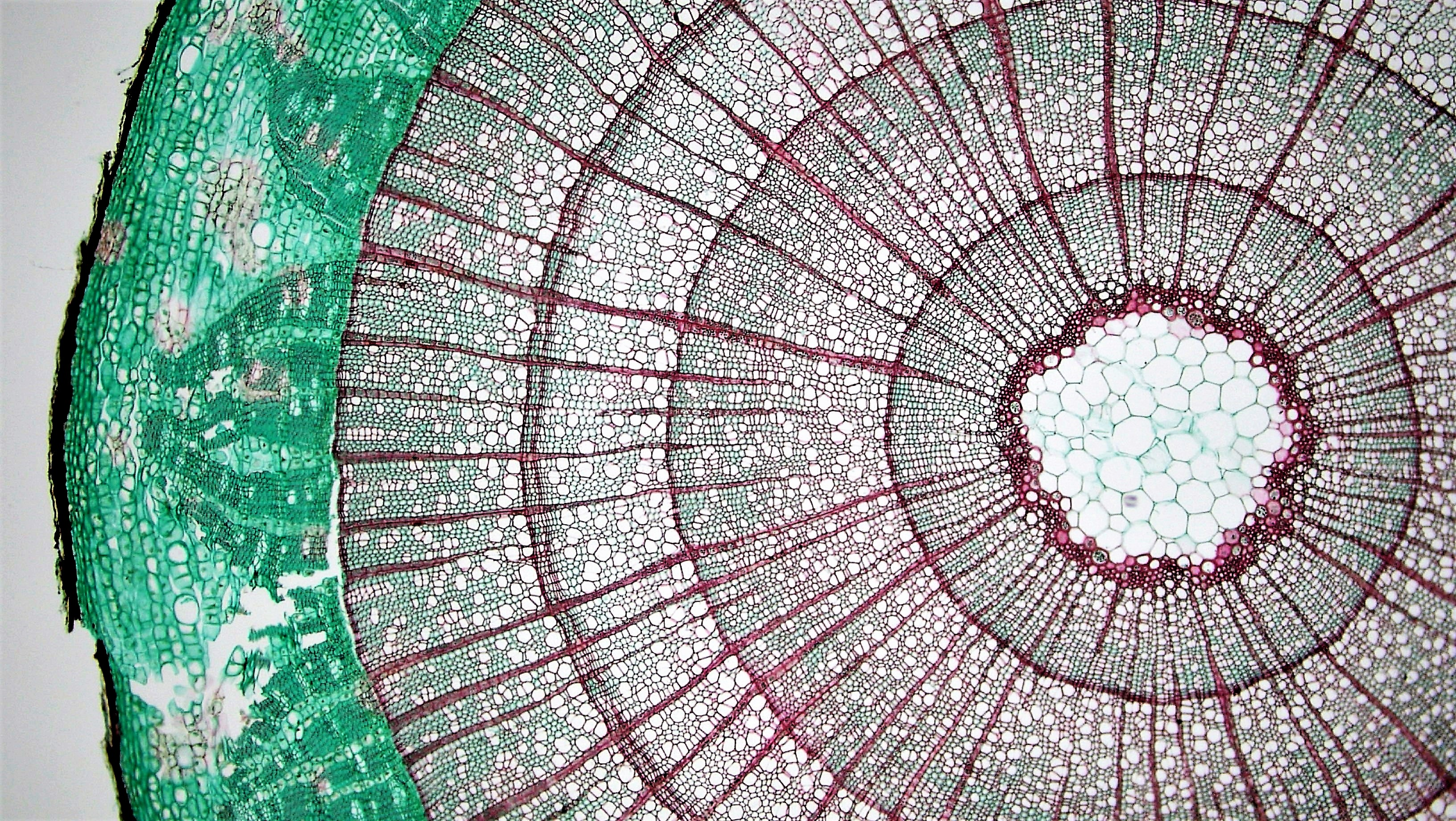
Řez čtyřletým stonkem bezu